# ブラッドリー・ロッコ
ブラッドリー・ロッコ・バンズージ（Bradley Locko Banzouzi, 2002年5月5日 - ）は、フランスのイヴリー＝シュル＝セーヌ出身のプロサッカー選手。リーグ・アンのスタッド・ブレスト29所属。ポジションはディフェンダー。

## 経歴

### スタッド・ランス
2020年6月にスタッド・ランスとプロ契約を結び、リザーブチームでプロデビューした。
2023年1月31日にスタッド・ブレスト29へ期限付き移籍。7月23日にはブレストへ完全移籍し、4年契約を結んだ。移籍金は50万ユーロ。

## 代表歴
2023年にU-23フランス代表に初選出された。

## 家族
双子の兄弟のブライアンもサッカー選手で、FCロリアンのアカデミーに所属している。

## タイトル

### 代表
U-23フランス代表
- パリオリンピック銀メダル: 2024